# Pedro de Alcántara Pérez de Guzmán y Pacheco
Pedro de Alcántara Pérez de Guzmán y Pacheco (1724 - 1779), foi um nobre de espanhol pertencente à Casa de Medina-Sidonia.
Foi 21 Conde de Niebla, 14 Duque de Medina Sidónia e 12 Marquês de Cazaza e 15 Marquês e Aguilar de Campóo.

## Relações familiares
Foi filho de Domingo Pérez de Guzmán y Silva, 13 Duque de Medina-Sidonia e de Josefa Pacheco e Moscoso (1703 - 1763), casou com Mariana de Silva e Toledo (?- 1778) corria o ano de 1743, de quem não teve descendência, pelo que os seus bens e títulos passaram ao seu primo José Álvarez de Toledo y Gonzaga, 11 Marquês de Villafranca, que também morreu sem descendência, passando assim a varonia da Casa de Medina-Sidonia ao seu irmão Francisco de Borja Álvarez de Toledo y Gonzaga.
Foi de sua autoria o “Testamento político de Espanha” que leu como discurso de ingresso na Sociedade Económica de Amigos do País.